# أريف (مجلة شهرية)
مجلة أريف الشهرية (أريف بالعربية، وتعني الشمس بالأرمنية) كانت مجلة شهرية تصدر في القاهرة، بمصر من الصحيفة اليومية الأرمنية مجلة أريف اليومية بالعربية وتغطي الموضوعات الأرمنية وتركز على العلاقات العربية الأرمنية.
تأسست في عام 1997. وكان رئيس التحرير هو محمد رفعت الإمام. توقفت المجلة الشهرية عن الصدور في نيسان 2009 بعد 12 عامًا و136 إصدارًا شهريًا. في نيسان 2010، أُطلقَت مطبوعة مشابهة جدًا تُدعى مجلة أريك الشهرية وكان محمد رفعت الإمام رئيسًا للتحرير.

## طالع أيضًا
- قائمة المجلات في مصر

## روابط خارجية
- أرشيف مجلة أريف الشهرية